# Karos Mobility
Pour les articles homonymes, voir Karos (homonymie).
Karos Mobility est une société française fondée en 2014 qui propose une plateforme de covoiturage domicile-travail. Elle déploie des solutions personnalisées pour les entreprises et les collectivités,.

## Histoire
Karos Mobility est créée en juin 2014 par Olivier Binet et Tristan Croiset, soutenus par plusieurs actionnaires dont Franck Le Ouay (cofondateur de Criteo) et Charles Egly (cofondateur de Younited Credit).
En décembre 2015, Karos Mobility est nommée ambassadrice de la French Tech à la COP21.
En partenariat avec Île-de-France Mobilités, Karos Mobility expérimente dès juillet 2016 le premier service de covoiturage intégré aux transports en commun avec le paiement inclus dans l’abonnement Navigo. Les trajets calculés peuvent proposer des itinéraires en intermodalité.
Karos Mobility annonce avoir dépassé 1 million de trajets covoiturés en février 2019.
Dans le cadre de la Loi d'orientation des mobilités qui prévoit le subventionnement de services de covoiturage par les collectivités, la société remporte l'appel d'offre de la Centrale d'Achat du Transport Public.
Le 9 mars 2021, elle annonce son expansion en Europe dont un lancement au Danemark en partenariat avec FDM (da), grâce à une levée de fonds de 7 millions d'euros.
Le 5 octobre 2022, elle annonce l'acquisition de goFLUX, un concurrent basé à Cologne en Allemagne.
En novembre 2023, une nouvelle levée de fonds de 17 millions d'euros auprès de Ring Capital et Citizen Capital est annoncée. Pour Ring Capital, il s'agit de son premier investissement avec son nouveau fond de croissance à impact (Altitude II).

## Description
Karos Mobility édite les applications mobiles de covoiturage Karos (France, Espagne), goFLUX (Allemagne) et Ta'Med (Danemark). Les 3 applications mobiles sont gratuites et disponibles sur iPhone et Android.
Les trajets en covoiturage sont optimisés grâce à des algorithmes qui permettent d’anticiper automatiquement les besoins de déplacement.
Les propositions de trajet peuvent être en intermodalité en combinant le covoiturage avec le bus, le métro ou le train.
En 2020, la startup lance une offre qui intègre le Forfait Mobilités Durables.